# ليندا فلمنج
ليندا فلمنج (بالإنجليزية: Linda Fleming)‏ هي نحّاتة أمريكية، ولدت في 1945 في بيتسبرغ في الولايات المتحدة.